# Daryl Janmaat
Daryl Janmaat (Leidschendam, 22 de julho de 1989) é um ex-futebolista neerlandês que atuava como lateral direito. Atualmente é diretor técnido do ADO Den Haag.

## Clubes
Integrou as categorias inferiores do Feyenoord, porém iniciou profissionalmente no ADO Den Haag. Em 2008 transferiu-se ao Heerenveen. Retornaria ao Feyenoord em fevereiro de 2012.
Em julho de 2014 firmou com o Newcastle por seis temporadas. Com o rebaixamento do clube na Premier League de 2015–16, assinou com o Watford em agosto de 2016 por quatro temporadas.

## Seleção Nacional
Estreou pela Seleção Neerlandesa principal em 7 de setembro de 2012 contra a Turquia em partida válida pelas Eliminatórias da Copa do Mundo FIFA de 2014.

## Títulos

### Heerenveen
- Copa dos Países Baixos: 2008–09